# Langbetten bei Birkenmoor

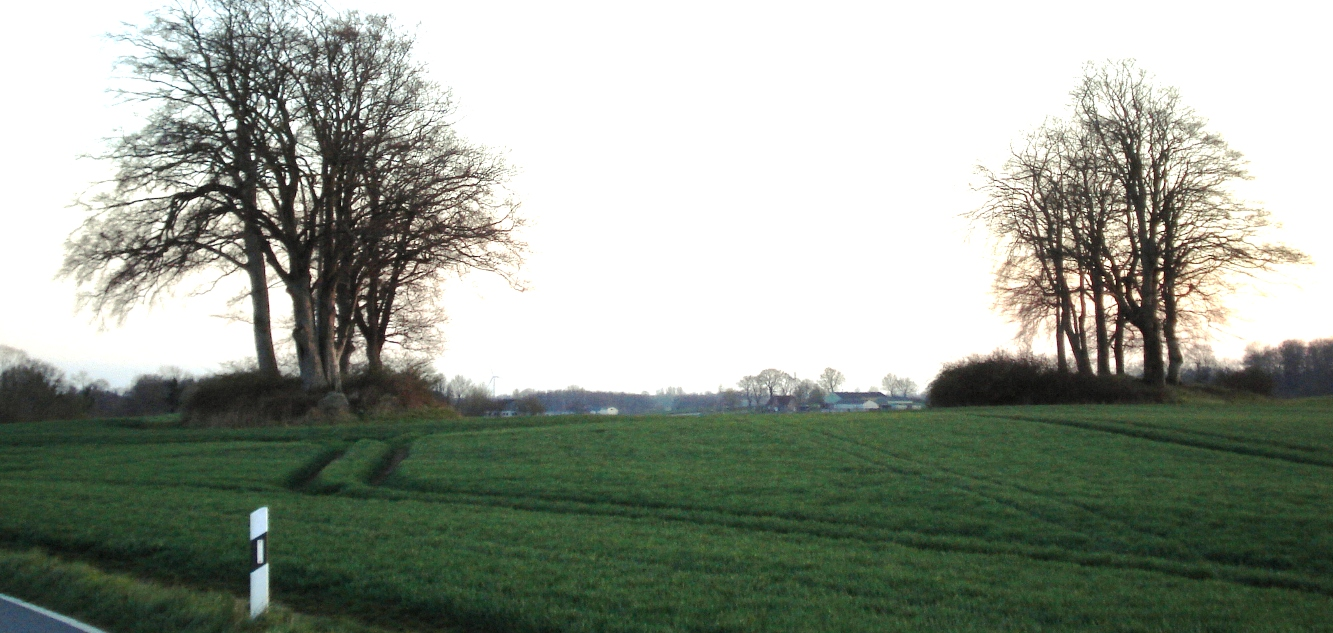
Die beiden Langbetten bei Birkenmoor aus Nordosten

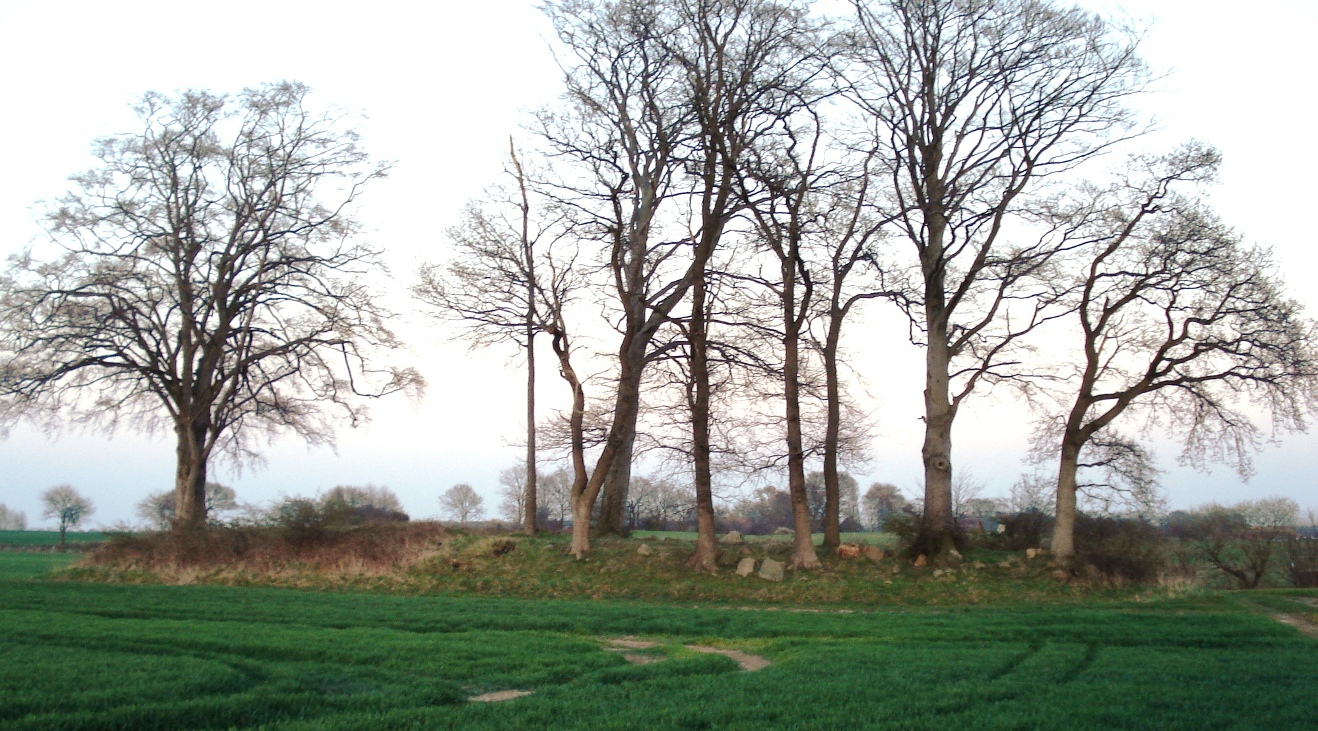
Das östliche der beiden Langbetten bei Birkenmoor

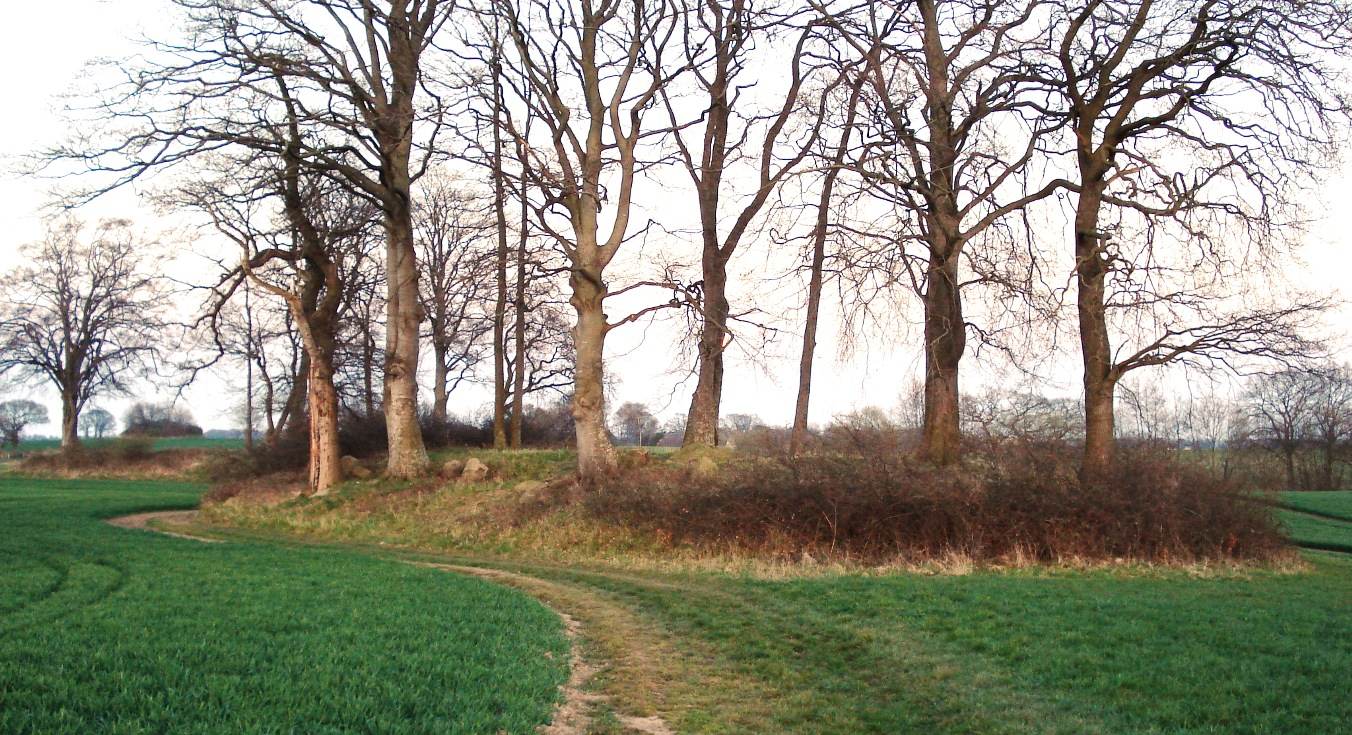
Das westliche der beiden Langbetten bei Birkenmoor (links im Hintergrund liegt das östliche Langbett)

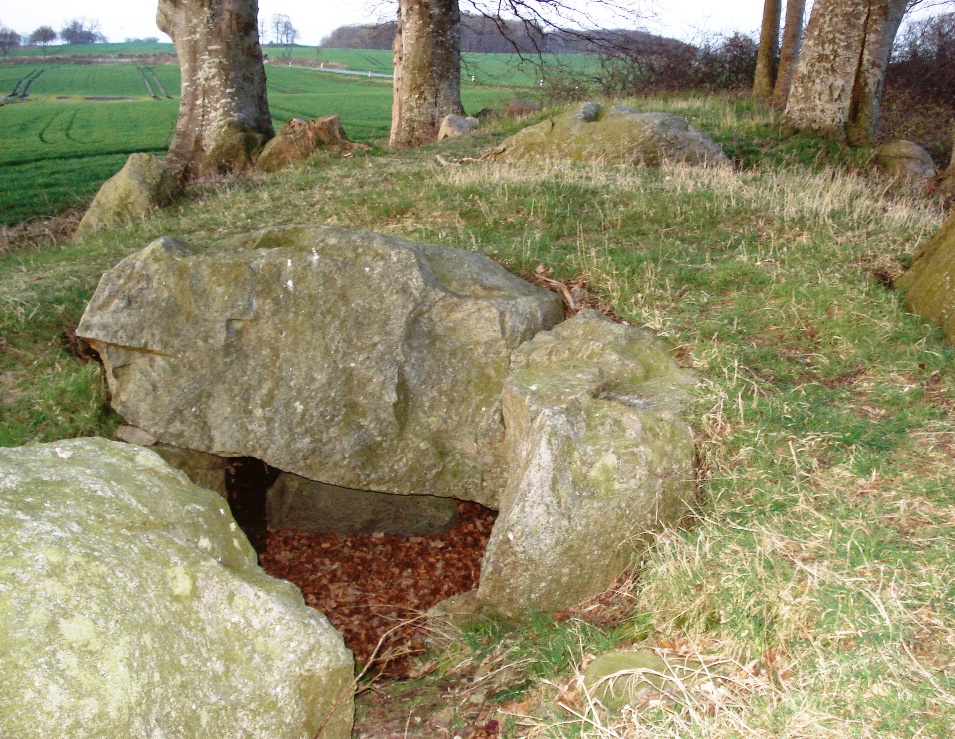
Die (gestörte) Grabkammer im westlichen der beiden Langbetten bei Birkenmoor

Die Langbetten bei Birkenmoor sind zwei nah beieinander gelegene jungsteinzeitliche Langbetten/Großsteingräber nahe dem Dorf Birkenmoor in der Gemeinde Schwedeneck im Kreis Rendsburg-Eckernförde in Schleswig-Holstein. Die Megalithanlage der Trichterbecherkultur (TBK) entstand zwischen 3500 und 2800 v. Chr. 
Die Langbetten befinden sich in einem Feld nördlich der Landesstraße 44 zwischen Borghorsterhütten und Birkenmoor etwa 50 m und etwa 110 m westlich der Einmündung der aus Südosten (von Kaltenhof) kommenden Landesstraße 254 auf freiem Feld. 
Bei den Langbetten handelt es sich um zwei der Großsteingräber bei Birkenmoor, die sich auf dem Dänischen Wohld erhalten haben und unter Denkmalschutz stehen.
Die Gräber sind ungefähr in Nordost-Südwest-Richtung ausgerichtet, dabei sind die Längsachsen etwa 45 Grad gegeneinander versetzt. Die Langbetten sind ca. 30 × 10 m groß und mit Bäumen bewachsen. 
Sichtbar ist der gut erhaltene Erdhügel der Langbetten, mehrere der Steine der Umfassung sowie Decksteine der Kammern. 

## Beschreibung

### Birkenmoor 8
- Das westliche Grab wird auch unter Birkenmoor 8 oder (nach Ernst Sprockhoff) als Sprockhoff 125 geführt. Im Langbett befindet sich eine gestörte Grabkammer, einer der (bzw. ein Teil des) Decksteine liegt nebenbei. Das westliche Langbett war um 1950 Gegenstand archäologischer Untersuchungen.

### Birkenmoor 9
- Das östliche Grab wird auch unter Birkenmoor 9 oder (nach Ernst Sprockhoff) als Sprockhoff 126 geführt.

### Sonstige
In der Umgebung von Birkenmoor befinden sich weitere Langbetten: Birkenmoor 1, Birkenmoor 2, Birkenmoor 11, Birkenmoor 12, Birkenmoor 13 und Birkenmoor 15.